# ألماس (شبستر)
ألماس هي قرية في مقاطعة شبستر، إيران. عدد سكان هذه القرية هو 326 في سنة 2006.